# Посёлок совхоза Прибытковский
совхоза Прибы́тковский — посёлок Грязинского района Липецкой области. Административный центр Телелюйского сельсовета.
Расположен недалеко от села Телелюй и посёлка Красная Дубрава.
Совхоз «Прибытковский» был образован, вероятно, на месте некогда существовавшего села Прибытково. Об этом косвенно говорит название железнодорожной станции Прибытково, расположенной неподалёку, и пристанционного посёлка Прибытково.
К сегодняшнему дню официальное название селения — посёлок Совхо́з Прибытковский (сокр. П. Свх. Прибытковский).
В 2000 году стал центром Телелюйского сельского поселения.

## Население
| 2009 | 2010 | 2013 |
| ---- | ---- | ---- |
| 703  | ↘680 | ↗709 |